# Влача
Влача (слч. Vlača) насељено је мјесто са административним статусом сеоске општине (слч. obec) у округу Вранов на Топлој, у Прешовском крају, Словачка Република.

## Становништво
| Година:    | 1994. | 2004.   | 2014.   | 2024.    |
| ---------- | ----- | ------- | ------- | -------- |
| Број људи: | 224   | 230     | 234     | 209      |
| Разлика:   |       | +2,67 % | +1,73 % | -10,68 % |

| Година:    | 2023. | 2024.   |
| ---------- | ----- | ------- |
| Број људи: | 213   | 209     |
| Разлика:   |       | -1,87 % |

Према подацима о броју становника из 2024. године насеље је имало 209 становника.